# Kendrick, Idaho
Kendrick är en ort i Latah County i delstaten Idaho, USA.